# Bajada del Ángel (Aranda de Duero)
La Bajada del Ángel de Aranda de Duero es una celebración religiosa católica que tiene lugar el Domingo de Resurrección para recordar la aparición del ángel que anunció a la Virgen la Resurrección de su hijo Jesús; en ella participa un niño disfrazado de ángel que actúa colgado de un cable. Está calificada como Fiesta de Interés Turístico Regional. Desde tiempo inmemorial viene siendo celebrada por la Cofradía de la Virgen de la Misericordia o de las Candelas, cuyo origen se remonta al siglo XV.

## Descripción

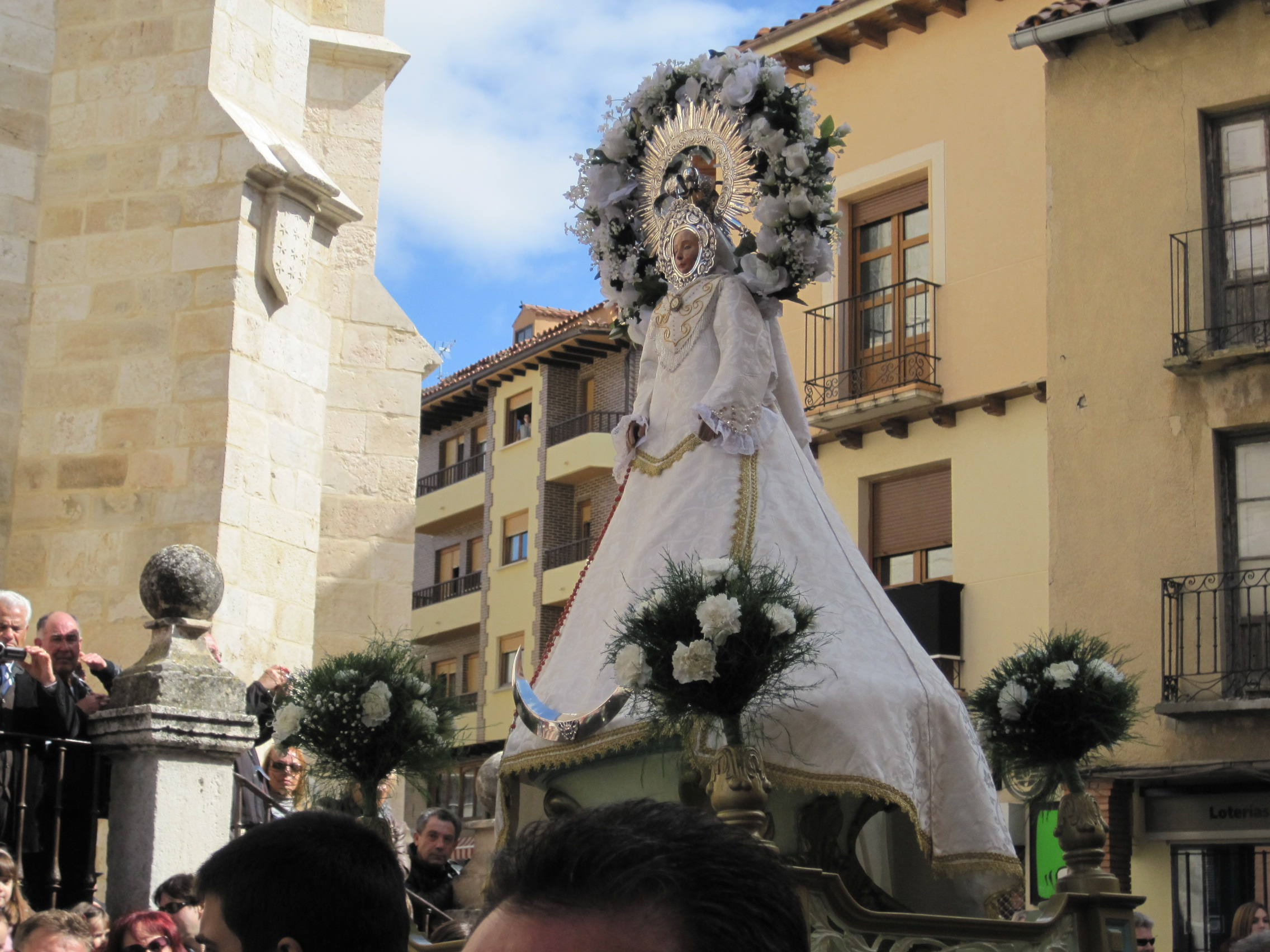
Nuestra Señora de la Misericordia al final de la ceremonia, sin el manto de luto.

La ceremonia se lleva a cabo en la fachada sur de la iglesia de Santa María, a la izquierda de la portada, el Domingo de Resurrección. En los últimos decenios se han ocupado de esta tradición comprometidos y esforzados vecinos de Aranda como Lucilo Gútiez Gil, Felipe Gútiez Herrero, Julio Saeta y Enrique Domingo.
Para comenzar, unos cohetes anuncian la salida de la imagen de la Virgen de la Misericordia  por la Puerta del Perdón, en andas y cubierta con un manto negro sobre la cabeza en señal de luto por la muerte de su hijo Jesús. Al mismo tiempo y por la puerta principal de la iglesia, sale también en andas la imagen de Jesús resucitado.
A continuación, un miembro de la cofradía de la Misericordia que porta un pendón realiza tres genuflexiones ante cada una de las imágenes y la Virgen es colocada en el centro de la plaza, esperando la Bajada del Ángel.
Junto a la iglesia está dispuesta una nube con un gran globo. Se trata de un entramado de madera que simula una nube con una puerta, que, al abrirse, permite ver un globo en su interior. El globo mide aproximadamente un metro de diámetro. Mediante un sistema de poleas, el globo se desliza hacia el centro de la plaza y cuando se encuentra sobre la imagen de la Virgen, se abre por la mitad y de él sale un niño con ropajes de ángel envuelto en confeti y sosteniendo en sus manos dos palomas. A continuación, el niño suelta las dos palomas. Simulando volar quita el manto negro que cubría el rostro de la Virgen, significando el final del luto y la tristeza porque Jesús ha resucitado. Con el velo en sus manos el "ángel" procede a "volar" (subiendo y bajando varias veces). Una vez en el suelo, el niño se sitúa bajo las andas llevando el manto negro en una bandeja. El papel de ángel lo representan niños y niñas de corta edad.
Finalmente, se lleva a cabo el reencuentro de la Virgen con su hijo y se celebra una procesión por las calles de Aranda, cuyo recorrido actual transcurre por las calles La Sal, El Aceite, Plaza Mayor, Béjar, Plaza del Trigo, las Boticas y Plaza de Santa María.
A continuación la Misa del Domingo de Resurrección es en la iglesia de Santa María de Aranda de Duero.
Existen tradiciones similares de la Bajada del Ángel en otras localidades cercanas a Aranda de Duero, como Peñafiel.